# Festuca glacialis
Festuca glacialis är en gräsart som först beskrevs av Miégev och Eduard Hackel, och fick sitt nu gällande namn av Karl Carl Richter. Festuca glacialis ingår i släktet svinglar, och familjen gräs. Inga underarter finns listade i Catalogue of Life.